# Tramayes
Tramayes ist eine französische Gemeinde mit 1.067 Einwohnern (Stand: 1. Januar 2022) im Département Saône-et-Loire in der Region Bourgogne-Franche-Comté. Sie gehört zum Arrondissement Mâcon und zum Kanton La Chapelle-de-Guinchay (bis 2015: Kanton Tramayes).
Tramayes ist Mitglied im Gemeindeverband Saint-Cyr Mère Boitier entre Charolais et Mâconnais.

## Geographie
Tramayes liegt etwa zwölf Kilometer westlich von Mâcon. Umgeben wird Tramayes von den Nachbargemeinden Navour-sur-Grosne im Norden, Saint-Point im Norden, Serrières im Osten, Cenves im Südosten, Germolles-sur-Grosne im Süden, Deux-Grosnes mit Trades im Südwesten sowie Saint-Léger-sous-la-Bussière im Westen.

## Bevölkerungsentwicklung
| Jahr                      | 1962 | 1968 | 1975 | 1982 | 1990 | 1999 | 2006 | 2013 |
| Einwohner                 | 909  | 849  | 841  | 880  | 878  | 908  | 952  | 1015 |
| Quelle: Cassini und INSEE |      |      |      |      |      |      |      |      |

## Sehenswürdigkeiten

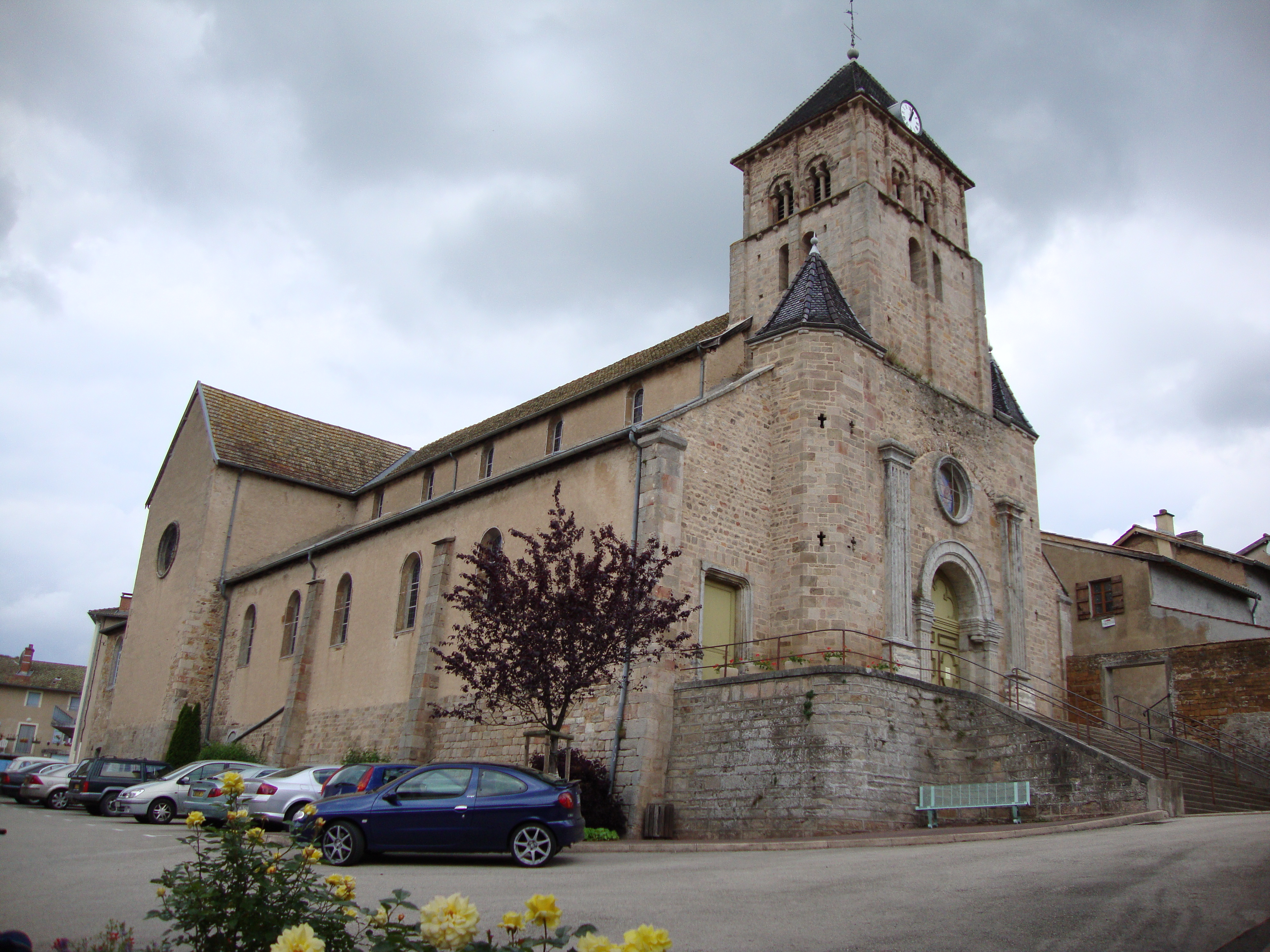
Kirche Saint-Jean-Baptiste
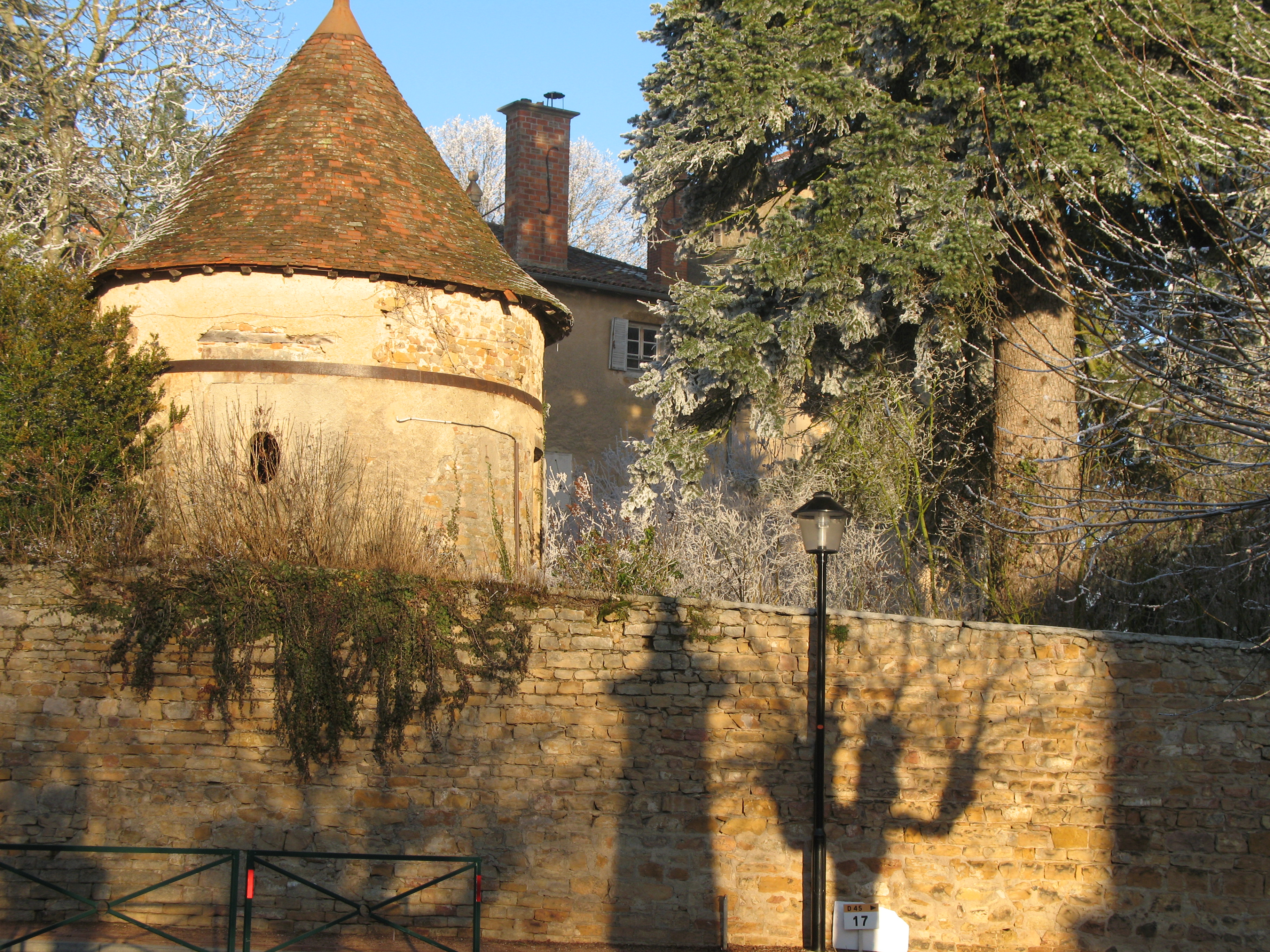
Schloss Tramayes

- Kirche Saint-Jean-Baptiste
- Schloss Tramayes